# Фишер, Урс (художник)
Урс Фишер (нем. Urs Fischer, род. 2 мая 1973, Цюрих, Швейцария) — швейцарский художник и скульптор, известный своими инсталляциями и живописными работами с использованием глины, фруктов, хлеба, воска, дерева, стекла, пластика и повседневных предметов. Художник исследует процесс трансформации материала: многие его арт-объекты саморазрушаются во время экспонирования.
Выставки Фишера проходили в крупнейших международных музеях и галереях. В 2003, 2007 и 2011 годах работы художника экспонировались на Венецианской биеннале.

## Биография
Родился в семье врачей в Цюрихе, второй ребенок в семье. Старшая сестра Андреа — журналист в Цюрихе. В детстве не слишком хорошо учился, по его словам, родители переживали из-за его лени. Изучал фотографию в школе дизайна в Цюрихе (Schule für Gestaltung, Zurich). После освоения базового курса искусства и дизайна, Фишер перевёлся на отделение фотографии. В это время подрабатывал вышибалой в ночных клубах и на частных вечеринках.
В 1993 году переехал в Амстердам, где выучил английский и получил грант на обучение в профессиональной арт-школе. В 1996 состоялась первая персональная выставка Фишера в Цюрихе. Впоследствии жил в Лондоне, Лос-Анджелесе, Берлине, затем переехал в Нью-Йорк, где живет по сей день. В Берлине и Нью-Йорке некоторое время снимал студию вместе со своим другом, художником Рудольфом Штингелем.
В настоящее время живёт в Сохо, Манхэттэн, Нью-Йорк. Большая студия Фишера находится в портовом районе Бруклина Ред Хук. С 2014 года женат на Таре Субкофф. Имеет дочь от предыдущего союза с художницей Кассандрой МакЛеод.

## Творчество
Ключевая черта произведений Фишера — постоянное разрушение стереотипов и условностей, привычных перспектив восприятия. На Фишера значительное влияние оказал круг идей антиискусства, в первую очередь, неодадаисты, а также Lost art и Ситуационистский интернационал. По выражению арт-критика журнала New Yorker Кельвина Томкинса, «искусство Фишера, как и его самого, легко запомнить, но трудно определить».
Творчество Урса Фишера многогранно: художник занимается и живописью, и скульптурой, и коллажами, и инсталляциями. Наиболее известные из его работ — инсталляции, которые разрушают или изменяют пространство вокруг себя (художник ломает стены или выкапывает огромные ямы в полу), а также произведения, которые живут собственной жизнью и меняются в ходе выставки, например, тающие парафиновые скульптуры или гниющие фрукты. Сам Фишер говорит о себе: «Мне интересны столкновения вещей». Практика Фишера основана на анализе природы материала и акте делания, а также непредсказуемости процесса, который являются результатом совмещения первого и второго. Урс Фишер использует очень широкий арсенал материалов — пенопласт, глину, зеркала, фрукты, воск, дерево, стекло, краску, опилки, силикон, хлеб — всего не перечислишь.
Интерес художника лежит в области повседневных объектов окружения (еда, питье, столы, стулья, кошки и т. п.). Но вместо использования и трансформации редимейдов, Фишер специально создает объекты.
Нередко художник обращается к историческим художественным жанрам, таким как натюрморт, обнаженная натура, портрет и пейзаж в скульптурах, обыгрывая и трансформируя их.
Первые выставки Фишера проходили в середине 1990-х в Европе. Фишер — очень плодотворный художник, успевший создать огромное количество объектов, рисунков, инсталляций. «Я люблю работать», — сказал Фишер Массималиано Джиони, куратору одной из его выставок в Новом Музее. «Я не знаю, что искать в работе, но я считаю ее своим хорошим другом», — говорит Фишер о своем творчестве.
Для Фишера наибольшую важность представляет не эстетическая, а именно интеллектуальная составляющая того, что он делает и видит, некая система образов-ассоциаций, незамкнутая композиция. «В эпоху Возрождения художники работали над образным воплощением таких понятий, как рай и ад. Так они помогали выстроить общественное сознание. Сегодня этим занимается поп-культура — она доступнее, быстрее, лучше. Искусство здесь больше не нужно. В смысле воздействия на людей и красоты воплощения из нас ближе всех к Микеланджело стоит Уолт Дисней. …Я не думаю, что искусство важно настолько, насколько это принято считать. Для части общества, которая хочет противопоставить себя масс-культуре, искусство — это их Дисней… Я разочарован тем, что, кажется, невозможно создавать еще лучшие произведения искусства. Мы все ленивы. Почему невозможно творить в точности так, как я себе это представлю, как мне на самом деле нравится?» (Урс Фишер).
Урс Фишер создаёт шутливые скульптуры и инсталляции, которые могут изменить форму комнаты — буквально и в переносном смысле. Он проламывает стены в галереях и на художественных ярмарках, открывая неожиданные перспективы, что сразу вызывает в памяти творчество Гордона Матта-Кларка. Художник воскрешает исторические художественные жанры, такие как натюрморт, обнаженная натура, портрет и пейзаж в скульптурах, которые отражают сложность, удивительность и банальность повседневной жизни.

## Критика
Марк Кидель: «Творчество Урса Фишера отражает разобщенность деконструированного мира, в котором шоу имеет больше отношения к реальности, чем наука. Тот факт, что Фишер усвоил практически все жанры современного искусства вкупе с его ироническим разрушением штампов, делает его творчество одновременно очень модным и по-настоящему современным».
Фишер занимается живописью, скульптурой, коллажами и крупными инсталляциями. Среди используемых им материалов можно найти все, от алюминия до зеркального стекла, от фотографий до холста и краски. Было и нашумевшее шале из хлеба, прямиком из мрачной альпийской сказки. Он использовал фрукты и другие живые природные объекты, которые меняются в ходе своего естественного жизненного цикла. Фишер наслаждается провокацией, однако подчиняется законам мира искусства; он протестует против превращения искусства в товар, — но вполне блестяще сотрудничает c арт-рынком на радость коллекционерам всего мира.
Возможно, Фишер неслучайно родился именно в Цюрихе — на родине так повлиявшего на него дадаизма, но и на родине крупных банкиров и влиятельных галеристов, в городе, в котором сочетается дикость протестных художников, таких как Фишер, и традиционная швейцарская чопорность. Этот протест, парадоксальным образом, идеально отражает ту условность, которая его и породила.
Своей знаменитой инсталляцией YOU, когда Фишер вырыл гигантскую яму прямо в галерее Гэвина Брауна в Нью-Йорке, не предупредив об этом владельца галереи, художник ставит под сомнение сакральность пространства музея и галереи, но вместе с тем и сам придерживается новой традиции, согласно которой художник должен кусать руку, которая его кормит, и постоянно ниспровергать всякую институциональность.»
Кельвин Томкинс: «Фишер — не концептуальный художник. Хотя его работы порождают идеи, они никогда не начинаются с идей — они начинаются с материалов, которые он использует, и с той формы, которую он им придаёт. Сначала он все делал сам, своими руками, где бы он ни находился. Десятки умелых людей в Цюрихе и в Шанхае строили и собирали элементы его выставки в Новом Музее. Фишеру вполне комфортно с этим — он контролирует процесс настолько детально, что его присутствие — огромное, провокационное, вездесущее — внедряется в работу на всех уровнях».
Франческо Бонами, независимый куратор, который работал с Фишером на нескольких групповых выставках в Европе, назвал его «перфекционистом в области несовершенного». Фишер восхищается Джеффом Кунсом, но его работа — совершенная противоположность Кунсу. Техническая точность его не интересует. «Неряшливость Урса — абсолютная совершенная неряшливость», — говорит Бонами, — «Это практически платоновская идеальная неряшливость. Вот что самое интересное».

## Работы
- В серии работ, созданных в 2000-х гг., Фишер соединил вместе половину груши и половину яблока, половину огурца и половину банана, половину луковицы и половину баклажана. Каждая пара была подвешена на нейлоновой нити и оставлена гнить, побуждая природу в каждом союзе поочередно привлекать или отталкивать.
- «What if the phone rings» (2004) — три скульптуры обнаженных женщин в натуральную величину, сделанные из воска. Скульптуры были с фитилями, которые были зажжены. На протяжении выставки фигуры таяли и цветные потеки воска растекались на полу. Что характерно для произведений Фишера, работа продолжала трансформироваться со временем без вмешательства и контроля художника.
- Memories of a Blank Mind (2004) состояла из коллекции сделанных вручную стульев, «тень» каждого из которых проектировалась на стену за ним. В действительности, «тень» — большая структура из дерева и стекла, которая вызывает вопросы о реальности, репрезентации, масштабе и перспективе.
- Bread House (2004) — строение в натуральную величину из буханок и дерева. Строение было населено четырьмя попугаями, которые ещё не научились летать. Со временем дом разрушался, роняя крошки на пол и испуская всюду проникающий запах.
- «You» — одна из самых известных работ художника. В полу галереи была создана огромная яма. Этот рукотворный кратер был заполнен землей. На создание инсталляции ушло 10 дней и $250000.
- «Большая глина № 4» — 12-метровая алюминиевая копия увеличенных в 50 раз и положенных друг на друга кусков глины, которые когда-то разминал в руках автор; была установлена в Нью-Йорке, Флоренции, в августе 2021 года — в Москве.

## Выставки
Инсталляции и скульптуры Фишера принимали участие в европейской биеннале современного искусства Манифеста-3, в Венецианской биеннале в 2003, 2007 и 2011 годах.
В 2004 его персональная выставка «Кир Рояль» прошла в Цюрихе, в музее искусств Kunsthaus Zürich. В 2004 его выставка «Не мой дом, не мой огонь» состоялась в Центре Помпиду в Париже.
Выставки Фишера проходили также в Хьюстоне в Blaffer Gallery, в Новом музее современного искусства в Нью-Йорке в 2009—2010, В Вене в Kunsthalle Wien в 2012 году, в Палаццо Грасси в Венеции в 2012 году.
Большая ретроспектива Фишера прошла в Музее современного искусства в Лос-Анджелесе в 2013 году и в фонде Десте в Греции в 2013 году.
Выставка Урса Фишера «Маленький топор» открывается в Музее современного искусства «Гараж» 10 июня 2016 года.